# Конфликт Пригожина и Шойгу
Конфликт между главой ЧВК «Вагнер» Евгением Пригожиным и Министром обороны РФ Сергеем Шойгу в публичном поле начался в 2022 году на фоне российского вторжения на Украину и, в конечном итоге, привёл к мятежу 23—24 июня 2023 года.
Помимо Минобороны РФ у Пригожина возник конфликт и с руководством Чеченской Республики во главе с Рамзаном Кадыровым.

## Предпосылки
По сведениям издания Meduza, накануне полномасштабной войны с Украиной у Пригожина сложились напряжённые отношения с российским руководством. Согласно источникам Meduza, Пригожин конфликтовал и с Минобороны РФ, и с Администрацией президента России. Так, Пригожин критиковал Шойгу за действия российской армии в Сирии, говоря что российские военные действуют там «устаревшими методами». В свою очередь, Шойгу не нравилось обеспечение питания российской армии со стороны компаний Пригожина (военная контрразведка ФСБ даже возбуждала в отношении пригожинских компаний уголовное дело из-за массовых отравлений в армии). При этом компании Пригожина тесно сотрудничали с российским Министерством обороны. Так, российское издание РБК отмечало, что только в период с конца 2014 по середину 2015 года структуры пригожинского холдинга Конкорд выиграли тендеры на более чем 10 млрд рублей на уборку в казармах и учебных заведениях российского Минобороны.
ЧВК «Вагнер» впервые проявил себя в 2014 году в ходе войны в Донбассе. Затем ЧВК «Вагнер» появилось в Сирии, позднее — в разных странах Африки и Латинской Америки. К 2023 году деятельность ЧВК «Вагнер» была зафиксирована в 20 государствах. В ряды ЧВК «Вагнер» входили в основном опытные отставные военные и бывшие сотрудники российских спецслужб, и, как считали журналисты, деятельность ЧВК «Вагнер» курировало российское ГРУ. При этом функционирование ЧВК в России не было законодательно урегулировано и деятельность бойцов ЧВК «Вагнер» подпадала под статью УК РФ «Наёмничество». При этом Пригожин не командовал ЧВК «Вагнер», а занимался вопросами обеспечения её деятельности и функционирования.
Доподлинно не известно, что именно привело к окончательному разрыву ГРУ и Пригожина: желание генштаба получить больший контроль над наёмниками или стремление перенаправить прибыль от ставшего глобальным бизнеса. Так или иначе, в 2021 году ГРУ начали создавать собственную ЧВК.
На фоне российского вторжения на Украину в 2022 году происходит резкий взлёт влияния Евгения Пригожина и ЧВК «Вагнер». Если в 2017—2018 годах численность ЧВК Вагнер оценивалась в несколько тысяч бойцов, то к январю 2023 года, по оценкам западных разведок, численность «Вагнера» достигла 50 тысяч бойцов.
Рост влияния ЧВК «Вагнер» происходил вследствие провала первоначальных планов российского руководства по быстрому разгрому Украины. В первые месяцы полномасштабной войны с Украиной армия РФ несла значительные потери, однако российский президент Владимир Путин долгое время тянул с объявлением мобилизации. В таких условиях российская власть начинает активно привлекать наёмников к участию в боевых действиях на Украине. Таким образом, во вторжении в Украину начало принимать участие большое количество разнородных российских силовиков: армия и Росгвардия, кадыровцы и ФСБ, различные ЧВК и корпуса республик Донбасса. Между этими силами начала возникать внутренняя конкуренция.
По словам Пригожина, российское руководство обратилось к нему 16 марта 2022 года, когда российское вторжение на Украину «пошло не по плану». 19 марта его наёмники прибыли из Африки и сразу же вступили в бои за Попасную. В течение 2022 года Пригожин получает значительные ресурсы, включая собственную авиацию и тяжёлую артиллерию, и право набирать российских заключённых в ЧВК Вагнер. ЧВК Вагнер фактически превращается в частную армию Евгения Пригожина, действующую вне российского законодательства и вне военной иерархии РФ. Минобороны РФ и российский Генштаб были недовольны этой ситуацией и начали пытаться ограничить растущее влияние Пригожина. Пригожин же начал публично в резких выражениях критиковать Минобороны РФ. Так, Пригожин называл «ушлёпками» российских командиров, допустивших отступление российских сил в Херсонской и Харьковской областях. При этом с помощью своих медийных ресурсов Пригожин активно пиарил успехи вагнеровцев на фронте. По данным журналистов, Пригожин вызывал раздражение и у ФСБ, так как их не устраивал подход Пригожина к вербовке заключенных на войну, который напутствовал зеков словами, что им на фронте можно будет «убивать», «пытать» и «хоть горло перерезать».
24 октября 2022 года ISW писали, что Евгений Пригожин и его ЧВК Вагнер набирали силу, создавая параллельные российскому Минобороны военные структуры, что создавало угрозу для власти Владимира Путина в будущем. Осенью 2022 года Пригожин с сарказмом говорил, что строит «линию Вагнера», чтобы российские вооружённые силы, которые, по его словам, прятались за спинами ЧВК Вагнер, чувствовали себя в безопасности. Однако при всех сложностях, которые вызывала деятельность Пригожина, Путин, по данным журналистов, считал ЧВК Вагнер необходимым на фронте. Таким образом, война в Украине открыла для Пригожина «окно возможностей».
По мнению политолога Аббаса Галлямова, после поражений российских войск в Харьковской и Херсонской областях осенью 2022 года Путин очень разочаровался в российских вооруженных силах и Пригожин с вагнеровцами показался ему средством для решения проблем на фронте. Именно с осени 2022 года российская пропаганда начала активно героизировать и превозносить ЧВК «Вагнер». Это совпадает с назначением Сергея Суровикина командующим российской группировкой в Украине, при этом Пригожин лестно отзывался о Суровикине.

### Политическая роль Пригожина
По-настоящему широкую известность Евгений Пригожин получил уже после начала российского вторжения в Украину. До этого Пригожин долгое время отрицал свою связь с ЧВК Вагнер и судился с журналистами, которые утверждали обратное, и только осенью 2022 года он признался, что является основателем ЧВК Вагнер. Сама же ЧВК Вагнер существовала вне правового поля России и ещё в 2018 году пресс-секретарь российского президента Дмитрий Песков говорил: «де юре у нас нет таких юридических лиц, как частные военные компании». Но в ходе войны с Украиной началось фактическое признание ЧВК Вагнер. В российских государственных СМИ начали все чаще упоминать ЧВК Вагнер, в городах России начали появляться билборды с рекламой военной компании Пригожина, а наемники этой организации даже стали приходить в российские школы для участия в уроках «Разговоры о важном». К январю 2023 года в России появилось юридическое лицо «ЧВК Вагнер Центр» в здании одноименного бизнес-центра в Петербурге. До этого в России не существовало ни одного юридического лица, у которого в названии бы упоминалась ЧВК Вагнер.
После того как в ноябре 2022 года в Интернете появилось видео с казнью Евгения Нужина кувалдой, Пригожин делает кувалду одним из символом ЧВК Вагнер. Пригожин создает себе образ военного руководителя, готового самым жестоким образом расправится с предателями и «пятисотыми». Однако по утверждениям издания «Вёрстка», среди российских участников вторжения в Украину репутация у Пригожина была неоднозначна. Часть военных поддерживало его и даже некоторые из них писали рапорты о переводе в ЧВК Вагнер. Так, один из опрошенных журналистами офицеров говорил: «За наших пацанов точно могу сказать, что почти все за него. Дядька серьёзный. Шойгу — мудак, это факт». Согласно заявлениям одного из российских мобилизованных, поддержка Пригожина была вызвана некомпетентностью командиров регулярной армии России и ложью первых лиц Минобороны РФ. Однако часть военных и остро критиковала Пригожина и ЧВК Вагнер, в частности за практикуемые вагнеровцами внесудебные казни. Бывшие сотрудники ЧВК Вагнер говорили журналистам на условиях анонимности, что их отношение к Пригожину изменила публикация видео с казнью кувалдой. Их стало пугать, что ЧВК Вагнер стала «отбитой» организацией, а Пригожина они рассматривали как «поехавшего», «неуправляемого» и не берегущего чужие жизни. На фоне боев за Бахмут за Пригожиным закрепилось прозвище «мясник».
Источник издания Важные истории говорил: «В среде силовиков популярна такая версия: Пригожин — это дамоклов меч, который висит над элитой, он нужен для ее обуздания и поддержания атмосферы страха». По его мнению деятельность Пригожина была согласована с Путиным, который зная о сомнениях российских элиты в необходимости войны с Украиной, угрожал им Пригожиным, деятельность которого не ограничена рамками закона. Высказывалось предположение, что активность Пригожина была нужна Путину чтобы «держать в тонусе министра обороны Сергея Шойгу и его подчиненных».
Ещё один источник издания Важные истории, близкий к Минобороны РФ, говорил, что ЧВК Вагнер полностью зависит от поставок боеприпасов, логистики, медицинской и другой военной инфраструктуры, без которой армия Пригожина станет быстро небоеспособной. Однако хотя Пригожин вызывал раздражение у многих в ФСБ и Минобороны РФ, ЧВК Вагнер продолжала действовать с подачи российского президента. Ещё один источник журналистов из числа бывших сотрудников спецслужб предположил, что Кремль готовил Пригожина занять политическую нишу умершего лидера ЛДПР Владимира Жириновского, а также именно на Пригожина могла быть положена роль «куратора» ветеранов войны в Украине после их возвращения в Россию, чтобы ветераны боевых действий не создали проблем для властей. По словам собеседника издания Важные истории, никто из существовавших в России «системных политиков» не подходил на эту роль, так как ветераны боевых действий не воспринимали таких политиков, тогда как все они знали Пригожина. При этом Путин нуждался в лично преданном себе политике, которым и выглядел Пригожин. А при гипотетическом негативном развитии событий для путинского режима, по мнению собеседника журналистов, именно на Пригожина могла быть возложена роль «опричника Путина», который был бы способен провести показательное избиение российской элиты, репрессии и казни. Многие политические обозреватели также сравнивали Пригожина и его ЧВК с опричниной времен Ивана Грозного. В то же время близкий к окружению Путина бизнесмен говорил, что Пригожин «больше про деньги, а не про политику», при этом по его мнению Пригожин входил в ближний круг Путина, будучи лично преданным российскому президенту и «повязанным с ним кровью».
Март — июнь 2023 года
Однако в течение нескольких месяцев Пригожин переживает метаморфозу и начинает позиционировать себя в качестве «правдоруба», готового говорить неприятную правду и в самой резкой форме критиковать высшее руководство России.
К июню 2023 года Пригожин стремился получить образ «народного героя „СВО“». В мае 2023 года по данным российских соцопросов рейтинг доверия к Пригожину достиг 4%, сравнявшись со спикером Госдумы Вячеславом Володиным и главой КПРФ Геннадием Зюгановым. Социологическая служба Russian Field отмечала, что Пригожин «воюет не только на внешнем фронте, но на внутреннем, активно зарабатывая себе узнаваемость и рейтинг. И первое во второе у него очень хорошо конвертируется». По мнению российских социологов и политологов, Пригожин увеличивал свою узнаваемость «благодаря сочетанию агрессивного маркетинга и конкретных достижений», в частности он пытался «продать» населению захват Бахмута как свою личную заслугу, а так как Бахмут был единственным крупным захватом российской армии за многие месяцы, то публике такое достижение было невозможно не заметить.
К июню 2023 года Пригожин стал регулярно начал выступать с заявлениями, которые не позволяла больше ни одна публичная фигура в России. Журналисты отмечали, что за многие из его высказываний другим людям грозили бы уголовные дела.

## Хронология публичного конфликта Пригожина с Минобороны РФ
В декабре 2022 года вместо Суровикина командовать российской группировкой в Украине начал глава Генштаба РФ Валерий Герасимов. Тогда же, в декабре 2022 года со стороны ЧВК Вагнер впервые прозвучали громкие обвинения в адрес российского Министерства обороны. Тогда в телеграм-каналах распространялись видео, где, как утверждалось, бойцы ЧВК Вагнер обращались к начальнику Генштаба ВС РФ Валерию Герасимову из-за проблем в обеспечении своих подразделений снарядами, при этом бойцы называли Герасимова «пидором» и «чёртом». Сам Пригожин о этом заявлении тогда заявил: «Когда сидишь в теплом кабинете, то проблемы передовой плохо слышны. А когда вытаскиваешь каждый день тела своих товарищей и последний раз их видишь, то боеприпасы очень нужны. И хочется, чтоб все шевелились и хоть как-то задумывались над тем, каково им там на передовой». При этом Пригожин признавал: «Что касается обращения к Герасимову, я согласен с тем, что формулировки должны быть более корректны. Однако в проблемах, которые существуют, необходимо совместно разбираться». Тогда один из бывших бойцов ЧВК Вагнер в интервью Би-би-си сказал: «Я думаю, что это конфликт министерства обороны и Пригожина. И он разрастается». Журналисты Би-би-си отмечали, что хотя различные публичные конфликты между российскими силовиками случались после начала вторжению в Украину неоднократно, приводя в качестве примера конфликт между Александром Ходаковским и кадыровцами, однако ранее никто публично не называл главу российского Генштаба «пидором». В этот же период, в декабре 2022 года Пригожин жестко высказался о Дмитрии Медведеве, назвав его прогнозы на 2023 год «эротическими фантазиями».
В январе 2023 года у Пригожина и Минобороны РФ возник заочный спор о том, чья заслуга была в захвате Соледара: глава ЧВК Вагнер утверждал, что Соледар захватили только силами его бойцов, а Минобороны длительное время не упоминало вагнеровцев в своих сообщениях о боях за Соледар. Пригожин возмущался и заявлял, что у него хотят «украсть победу», хотят «принизить заслуги» бойцов ЧВК Вагнер. Тогда пресс-секретарь Путина Дмитрий Песков говорил, что конфликт между Пригожиным и Минобороны РФ существует только в информационном поле. Однако близкий к ЧВК Вагнер Телеграм-канал GreyZone тогда назвал командующего Восточным военным округом Рустама Мурадова «ссыкливой сукой» и «пидором», говоря что того «пора бы „задвухсотить“».
В феврале 2023 года межу Минобороны и ЧВК Вагнер начинает усиливаться конкуренция на фоне российского зимнего наступления, при этом единственного успеха в ходе него силам России удалось достичь на Бахмутском направлениями, чего сумели добиться именно ЧВК Вагнер ценой больших потерь. С февраля 2023 года Пригожин стал жаловаться на «снарядный голод» у ЧВК Вагнер в ходе тяжёлых боёв за Бахмут. 16 февраля бойцы ЧВК Вагнер опубликовали видео, где в подчеркнуто вежливой манере обратились к Минобороны РФ с просьбой дать им боеприпасы. Тогда Пригожин подтвердил, что это были его бойцы и сообщил, что это обращение дало определенный результат. Но вскоре в Интернете появилось видео, где бойцы с нашивками ЧВК Вагнер стреляют из пулеметов в портреты генерала Герасимова и начальника Главного штаба Сухопутных войск Александра Лапина со словами «Пулемет охуенный, генералы хуевые». Пригожин назвал это видео «украинским фейком». 20 февраля Пригожин опубликовал новое обращение, где заявил, что хотя на военных складах имеются боеприпасы, однако Минобороны РФ намеренно не выдает их ЧВК Вагнер. 21 февраля Пригожин заявил, что «пришла информация, что вычеркнули получение саперных лопаток для того, чтобы парни могли окапываться» и обвинил Минобороны РФ в попытке «уничтожить ЧВК Вагнер», приравняв такие действия к «измене Родине». Он заявил, что в российской армии нет «снарядного голода», однако его бойцам снарядов не предоставляют. Пригожин при этом утверждал, что пока осенью 2022 года российской группировкой в Украине командовал Сергей Суровикин, у ЧВК Вагнера не было проблем со снарядами.
21 февраля Минобороны РФ заявило, что несмотря на «появившиеся на отдельных информационных ресурсах экзальтированные заявления» о нехватке боеприпасов, однако все заявки на их получение выполняются для штурмовых отрядов «в кратчайшие сроки». 22 февраля Пригожин опубликовал ещё одно аудиообращение, где обвинил лично Шойгу и Герасимова в том, что те не дают боеприпасы отрядам ЧВК Вагнер. Он заявил: «ЧВК Вагнера как бы не существует. Раньше нам выдавались боеприпасы формально на некие воинские подразделения, которые типа вместо нас берут Бахмут». По словам Пригожина, «ЧВК Вагнера ходит, как нищий, с миру по нитке, просит командиров подразделений каким-то образом помочь». Пригожин тогда опубликовал фотографию с телами убитых бойцов ЧВК Вагнер, говоря что из-за нехватки боеприпасов его отряды несут большие потери. Он говорил: «Мы будем просто погибать в два раза больше, пока все не закончатся. А когда закончатся все вагнеровцы, тогда, вероятнее всего, Шойгу с Герасимовым автоматы должны будут взять». Медиакомпании Пригожина запустили медиакомпанию #ДайСнарядыВагнерам, которая активно проходила всю весну 2023 года.
Военный эксперт Юрий Федоров отмечал, что Пригожин «просто использует» проблему нехватки боеприпасов для своего противостояния с Минобороны РФ, так как и в других подразделениях российских сил наблюдалась нехватка снарядов, о чем в частности говорил бывший командир батальона „Восток“ Александр Ходаковский.
По мнению политолога Аббаса Галлямова, Пригожин пытался показать себя «главным спасителем Отечества», что вызывало недовольство у российского Минобороны, при этом ЧВК Вагнер, по мнению Галлямова действовал ненамного эффективнее, чем силы российской армии, однако Пригожин из-за своей несдержанности начал создавать Путину множество политических проблем. В феврале ЧВК Вагнер был отстранён от продолжения вербовки российских заключенных на войну с Украиной. В этот же период вербовкой заключенных на войну с Украиной начало активно заниматься Минобороны РФ.
Весна
В конце апреля Пригожин начал заявлять, что готов вывести свои силы из Бахмута. В мае 2023 года Пригожин заявлял: «Нас посадили на искусственный дефицит боеприпасов, которые лежат на складах. Мы получали не более 30 % от потребностей. Поэтому наши потери были значительно выше, чем должны были быть, но мы шли вперёд. Месяц назад нам прекратили выдавать боеприпасы, и мы получаем не более 10 %».
5 мая Пригожин опубликовал ролик, в котором он на фоне тел убитых вагнеровцев с искажённым от гнева лицом кричал: «А теперь слушайте меня, сука, блядь! Это чьи-то, блядь, отцы и чьи-то сыновья! И те мрази, которые не дают нам боеприпасы, сука, будут в аду жрать их потроха, блядь! Пидарасы! У нас нехватка боеприпасов — 70 %! Шойгу, Герасимов, где, сука, боеприпасы?! Посмотрите на них, сука! Животные!» Пригожин заявил российскому военному командованию: «Вы сидите, твари, в дорогих клубах, ваши дети „прутся“ от жизни и снимают на ютьюбе ролики! Вы думаете о том, что вы — хозяева этой жизни и о том, что вы имеете право распоряжаться их жизнями!..» В этом же видео он заявил, что 10 мая выведет свои силы из Бахмута в тыловые лагеря, чтобы «зализывать раны», так как «при отсутствии боеприпасов они обречены на бессмысленную гибель». Пригожин обращаясь лично к Герасимову и Шойгу заявил: «Вы будете нести ответственность за десятки тысяч погибших (...). И я этого добьюсь!».
6 мая Пригожин в своем очередном обращении впервые публично рассказал, что ему запретили вербовку наёмников среди заключённых, хотя информация о этом появилась ещё в феврале 2023 года. По словам главы ЧВК Вагнер, российское военное командование пошло на такой шаг «для компенсации своих неудач, по причине зависти». По словам Пригожина, российское военное ведомство ещё и прекратило выдавать награды погибшим бойцам его ЧВК, а также не давало ЧВК Вагнер использовать спецсвязь и транспортную авиацию.
7 мая Пригожин заявил, что получил «боевое распоряжение», в котором был приказ о предоставлении ЧВК «Вагнер» всего необходимого, а ответственным за взаимодействие с армией и ЧВК должен был стать генерал Сергей Суровикин. Однако в своём видеообращении от 9 мая Пригожин заявил, что этого так и не произошло. Пригожин обвинил главу российского генштаба Валерия Герасимова в том, что тот якобы приказал дать 10 % от требуемого числа снарядов. Пригожин говорил: «Если не будет боеприпасов, то мы уйдем с позиций и зададим вопрос — кто все-таки родине изменяет». В опубликованном незадолго до начала Парада Победы в Москве видео он обругал матом российское военное командование и добавил: «Счастливый дедушка думает, что ему хорошо. Но что делать стране, если вдруг окажется, что дедушка — законченный мудак?». По утверждению издания Meduza, в Кремле негативно восприняли слова Пригожина про «дедушку»: «Конечно, он может потом сказать, что это про [министра обороны Сергея] Шойгу или про абстрактного обывателя, но люди делают понятные выводы».
При этом обозреватели отмечали неоднозначность репутации ЧВК Вагнер. Хотя Пригожин пытался позиционировать ЧВК Вагнер как эффективную военную структуру, этот образ подвергался критике, в том числе российскими провоенными блогерами. Они отмечали, что до 80 % штурмовых групп ЧВК Вагнер состояли из бывших заключенных, и ЧВК Вагнер добивался результатов на поле боя за счет «мясных штурмов», в ходе которых вагнеровцы несли тяжелые потери. По словам ряда российских провоенных блогеров, несмотря на публичную критику Пригожина российского Минобороны, ЧВК Вагнер получал боеприпасы за счет других участков фронта, а «снарядный голод» наблюдался в целом по всей линии боевых действий, причем не только у российской стороны, но и у украинской.
Июнь
2 июня Пригожин заявил о выводе сил ЧВК Вагнер из Бахмута. При этом Пригожин обвинил «представителей» Минобороны РФ в том, что те якобы заминировали пути отхода вагнеровцев из Бахмута. Независимых подтверждений этих утверждений не было.
5 июня пресс-служба Евгения Пригожина опубликовала видео, на котором бойцы ЧВК Вагнер допрашивали командира российской 72-й бригады подполковника Романа Веневитина. Веневитин со следами побоев на лице на видео говорил, что он «в состоянии алкогольного опьянения» из-за личной неприязни обстрелял машину ЧВК Вагнер. При этом как следовало из документов, опубликованном на канале Пригожина, сам инцидент с пленением Веневитина произошел ещё 17 мая. По словам опрошенного журналистами Би-би-си адвоката, «взятие вагнеровцами в плен подполковника российских вооружённых сил — это вооружённое похищение госслужащего при исполнении служебных обязанностей, совершенное организованной группой». Помимо этого, действия вагнеровцев попадали и под ряд сопуствующих статей, в том числе ч. 2 ст. 318 УК РФ «угроза применения насилия, опасного для жизни и здоровья», грозившей до 10 лет лишения свободы. Журналисты при этом отмечали, что ещё в конце мая 2023 года появилось видео, где бойцы из отряда Шторм Z обвиняли Веневитина в даче «преступных приказов» и жаловались на угрозы убийством со стороны Веневитина. Сам Веневитин 8 июня опубликовал собственное видео, в котором утверждал, что его слова на видео вагнеровцев были получены в результате его похищения, избиений и угроз расстрелом. По его словам вагнеровцы вели себя таким образом и по отношению к другим российским военнослужащим.
11 июня 2023 министр обороны РФ Сергей Шойгу подписал приказ, согласно которому все российские «добровольческие отряды» должны в обязательном порядке подписать контракты с Министерством обороны. Журналисты отмечали, что хотя Шойгу не уточнял, кого именно он имел ввиду, однако российское Минобороны неоднократно называл «добровольцами» бойцов ЧВК. По словам заместителя Министра обороны России Николая Панкова, это решение придаст бойцам «необходимый правовой статус, создаст единые подходы к организации всестороннего обеспечения и выполнения ими задач». Пригожин же заявил, что приказы Шойгу «распространяются на сотрудников Министерства обороны и на военных», а «ЧВК Вагнер не будет подписывать никаких контрактов с Шойгу». При этом Пригожин заявил, что его ЧВК «абсолютно полностью подчиняется интересам РФ и верховному главнокомандующему» и «согласовывает все свои действия и выполняет задачи, поставленные генералом армии Суровикиным». Пригожин также привел мнения командиров ЧВК Вагнера, которые отказались переходить под руководство Минобороны РФ. Так, командир «Салем» заявил: «Желание всех в кратчайшие сроки подчинить напрямую — есть паника и судороги министерства в ходе контрнаступления ВСУ». А командир ЧВК «Пионер» отметил: «Страх потерять награбленное (иное не подходит) вынуждает его [Шойгу], используя свое служебное положение, решать личные цели, иначе этому нет объяснений». Пригожин резюмировал: «был бы министр честный, смелый и грамотный — думаю, что все двумя руками бы перешли. Но в текущей ситуации, как видите, это невозможно».
Бывший министр обороны самопровозглашённой ДНР Игорь Стрелков назвал отказ Пригожина подчинится Минобороны «военным мятежом». На стороны Минобороны встал Рамзан Кадыров, раскритиковавший Пригожина и 12 июня кадыровское подразделение «Ахмат» в полном составе подписало контракт с Минобороны. Тогда же один из командиров ЧВК Вагнер на условиях анонимности сообщил журналистам: «Пригожин никогда не пойдет на подписание контракта с Шойгу... Сегодня нас просто нет с юридической точки зрения. Именно в таком статусе мы и нужны высшему руководству. Мы — частная армия Путина, его личная гвардия. Реальный противовес огромной и неэффективной махине минобороны. Если Шойгу будет и дальше перекрывать кислород, мы уйдем на тренировочные базы или вообще назад в Африку и будем ждать, когда нас снова позовут. Судя по тому, как развиваются дела на фронте, — это произойдет очень скоро».
По мнению профессора университета Хельсинки Владимира Гельмана, именно этот указ Шойгу мог подтолкнуть Пригожина к открытому вооруженному мятежу в конце июня 2023 года, так как Пригожин в случае подчинения «ЧВК Вагнер» Минобороны лишился бы значительной части собственных ресурсов и своего политического влияния.

### Критика семьи Сергея Шойгу
Объектом насмешек Евгения Пригожина стали и члены семьи российского министра обороны Сергея Шойгу. Так, 20 февраля 2023 года в своем обращении к Министерству обороны Пригожин заявил: «Я не тыкаю вам в нос тем, что вы сидите завтракаете, обедаете и ужинаете с золотой посуды, и отправляете своих дочек, внучек и Жучек отдыхать по Дубаям. Не стесняясь ничего. В тот момент, когда русский солдат гибнет на фронте. Я просто прошу — дайте боеприпасы!». В феврале 2023 года зять Сергея Шойгу Алексей Столяров поставил лайк под антивоенным постом Юрия Дудя в социальной сети Instagram. После того как на это обратили внимание СМИ, Столяров даже вступил в перепалку с одним из своих критиков, назвав того «Z-быдлом», однако вскоре Столяров заявил, что он «ничего не лайкал». Пригожин же заявил: «Надо поймать Столярова и привести его ко мне. Я его обучу в течение шести недель, а поскольку я сам являюсь Z-быдлом, то помогу ему исправиться, отправив его на боевые действия».
В мае 2023 года Пригожин вновь высказался о семье Шойгу: «У Шойгу зять ходит трясет булками, имеется в виду ягодицами, а дочка открывает форты кронштадтские. Ты заработала на эти форты?! Ты свои деньги тратишь на эти форты? На боеприпасы, блядь, потрать. И когда министр обороны трясет своей доченькой и трясет каким-то уебком, который блогер, и ещё пальцы гнет, что ему спецоперация не нравится... Не мы придумали эту спецоперацию, но мы взяли под козырек и сказали: „Если мы пошли пиздиться с соседями, то надо пиздиться до конца“». Пригожин критикуя праздный образ жизни детей российской элиты отмечал: «А получается, что мужики бьются, а кому-то просто нравится балдеть. Как может зять Шойгу поехать в Арабские Эмираты и своей „попочкой“ трясти? Понятно, что сквозит голубизна. Такая, бл, крепкая голубизна, но ничего страшного, это их там выбор семейный».

## Открытое противостояние
Днём 23 июня Евгений Пригожин выпустил большое интервью с резкими обвинениями в адрес руководства Министерства обороны РФ, в котором заявил, что МО РФ намеренно обманывало российскую общественность и Владимира Путина относительно готовящегося наступления ВСУ при поддержке НАТО в 2022 году и относительно усиления «украинской военной агрессии» перед началом полномасштабного вторжения России на Украину 24 февраля 2022 года. Пригожин заявил, что президент Украины Владимир Зеленский был готов к переговорам с Кремлём, однако российское руководство отказалось от них ввиду своих «максималистских позиций». Также основатель ЧВК Вагнера обвинил олигархов и российское военное руководство в начале полномасштабного вторжения для получения активов оккупированных украинских территорий, более высоких воинских званий, военных наград и для «саморекламы».

### Видеозапись удара по лагерям наёмников
23 июня 2023 года Пригожин заявил о нанесении российскими военными ракетных ударов по тыловым лагерям ЧВК Вагнера. В ответ Пригожин в адрес министра обороны РФ Сергея Шойгу заявил: «Эта тварь будет остановлена». Минобороны России заявило, что все распространяемые в соцсетях от имени Пригожина сообщения и видеокадры о нанесении удара российскими военными по позициям ЧВК Вагнер не соответствуют действительности и являются «информационной провокацией». После этого в отношении Евгения Пригожина ФСБ возбудила уголовное дело по статье 279 УК РФ, подозревая его в организации вооружённого мятежа.
Новостное издание Meduza в своём расследовании 24 июня утверждает, что видео ракетной атаки на лагерь ЧВК Вагнер является постановочным, в доказательство чего приводит следующие доводы:
- операторы не убегают от взрыва, а, наоборот, направляются в его сторону[51];
- операторы моментально делают однозначный вывод в пользу удара со стороны ВС РФ[51];
- ни в одном из фрагментов видео нет воронки от взрыва, а окружающее пространство не засыпано землёй[51];
- остатки блиндажной ямы, фигурирующей на видео, засыпаны свежими листьями деревьев, и не имеют никаких термических повреждений. В центре ямы разведены два костра, рядом не видно ни воронки, ни фрагментов снарядов, ни контейнеров от артиллерийских боеприпасов, которые обычно остаются в местах попадания снарядов. Не видно ни взрывной воронки, ни земли, которую должен был поднять предполагаемый взрыв[51];
- на видеозаписи отсутствуют трупы заявленных «массовых жертв ракетного удара», было показано лишь неопознанное тело и фрагмент конечности[51].

Военный обозреватель «Новой газеты Европа» Георгий Александров также посчитал, что видео последствий «обстрела» не выглядело достоверным. «Нет явных воронок от попаданий. Нет очевидных фрагментов тел. Нет общего задымления. Очаги возгорания не похожи на остатки от попаданий ракет». При этом локация видео в лагере ЧВК совпадает с ранее снятым видео «военкора» Александра Симонова, заметил расследователь Bellingcat Арик Толер.

## Другие конфликты Пригожина

### Конфликт с Рамзаном Кадыровым
Осенью 2022 года глава Чечни Рамзан Кадыров остро критиковал российское командование, в частности, генерала Александра Лапина, за провалы армии РФ в Донбассе. Так, Лапина Кадыров называл «бездарем», утверждая, что того покрывает российский Генштаб. Критику Кадыровым российского военного руководство публично поддерживал Евгений Пригожин. Кадыров же называл Пригожина своим «братом». Пригожин и Кадыров имели репутацию одних из самых главных представителей «партии войны» в российской элите, выступающей за дальнейшую эскалацию боевых действий на Украине.
В марте 2023 года западные эксперты утверждали, что между Кадыровым и Пригожиным случился закулисный разлад из-за критики Пригожиным российского Минобороны. Если до этого и сам Кадыров выступал с критикой российского военного командования, то глава Чечни после встречи с российским президентом Владимиром Путиным резко изменил свою позицию и начал в своих социальных сетях хвалить «мудрую тактику» ведения боевых действий российскими военными.
6 мая 2023 года Пригожин попросил Шойгу передать позиции ЧВК Вагнера в городе Бахмуте кадыровскому полку Ахмат. В тот же день сам Кадыров попросил Шойгу передать своим бойцам эти позиции. При этом Кадыров заявил Пригожину: «Женя, я хочу сказать, пока мы не дойдем до позиций, пока не раздам все позиции, ты будешь в обороне. И когда мы начнем наступать, только тогда мы определим, куда тебе идти дальше. Мы должны полностью поменять ход ситуации. Ты мне всегда говорил, что живешь по мужским правилам. Поэтому я тебе по понятиям говорю: ты должен сделать то, то и то. С тобой свяжутся люди и тебе объяснят».
25 мая Рамзан Кадыров заявил, что во вторжении России в Украину участвуют более 7 тысяч бойцов из Чечни. 31 мая Кадыров сообщил, что в ДНР его силы готовятся к штурмовым действиям. В тот же день Пригожин заявил, что не в курсе планов отрядов «Ахмата». Тогда депутат Госдумы Адам Делимханов заявил, что готов назначить Пригожину время и место встречи, чтобы лично сообщить ему ответы о деятельности полка «Ахмат». Делимханов назвал Пригожина «блогером, который на весь мир кричит о проблемах». Делимханов заявил: «Мы все знаем, сколько положил людей в направлении Бахмута за 7-8 месяцев, ты был руководителем. Министерство обороны сколько поддерживало тебя за эти 7-8 месяцев, мы все знаем, кто здесь находится. Тебе давалось больше, чем кому-либо, и несмотря на это — столько жертв. Хватит болтать».
К Пригожину обратился и председатель Магомед Даудов: «Так вот, Женя, о задачах тебе не надо знать, об этом знает командование, верховный главнокомандующий, глава Чечни герой России Рамзан Ахматович Кадыров. Ты постоянно заявляешь, что кого-то нужно расстрелять, за такие заявления в ВОВ, Женя, расстреляли бы».
Тогда к Даудову обратился сооснователь ЧВК Вагнер Дмитрий Уткин: «Откуда взялась такая фамильярность, кто вам давал право обращаться на „ты“ и „Женя“ (…) Поговорить как „мужчина с мужчиной“ всегда готовы. Тем более, что друг друга знаем ещё с 1-й и 2-й войны в Чечне». В связанном с ЧВК Вагнер телеграм-канале боец «Тень» заявил: «Назвав Евгения Викторовича блогером, они нас оскорбили и в корне неправы! Мы просто делали свою работу, в то время как на просторах ютуб и тиктока выкладывали ролики ребята из „Ахмат“! Тут ещё надо задать вопрос, кто есть блогер, а кто пытается добиться справедливости!».
4 июня Пригожин сообщил, что созвонился с Кадыровым и они «договорились спустить эту историю на тормозах». Но 9 июня Кадыров выступил с жесткой критикой Пригожина за его формулировки о разрешении их конфликта и намекнул на нечистоплотность Пригожина при снабжении армии РФ и нелояльность Пригожина к Путину. Кадыров заявил: «Бандитскую „стрелку“ Пригожину никто не обещал, не в нашем стиле. Я готов был выехать или вылететь, чтобы поговорить лицом к лицу. Но в своем очередном заявлении Пригожин умудрился все это преподнести именно в стиле 90-х». Пригожин же заявил, что остановил перепалку только для того, чтобы она не вылилась в перестрелку с «большим количеством крови» при «очевидности победителя».
Когда 10 июня Сергей Шойгу выпустил приказ, согласно которому все добровольческие формирования, участвовавшие во вторжении на Украину, должны подписать контракт с Министерством обороны, то полк «Ахмат» первым из всех подобных формирований подписал этот контракт, тогда как Пригожин отказался это делать.

### Конфликт с Игорем Стрелковым
В январе 2023 года вспыхнул конфликт между Евгением Пригожиным и бывшим «министром обороны» ДНР Игорем Стрелковым. Стрелков поддерживал вторжение в Украину, однако вскоре после его начала начал критиковать Минобороны России за провалы на фронте. И Пригожин, и Стрелков выступали за эскалацию Россией войны в Украине. Однако Стрелков критиковал и Пригожина, в частности говоря что тот «неправильно воюет», и говоря, что Пригожину из-за его уголовного прошлого нельзя заниматься публичной политикой. Также Стрелков называл Пригожина «Черным клоуном», однако при этом Стрелков жестко критиковал и других представителей российских властей. Так, Путина Стрелков называл «Верховным некомандующим», Герасимова — «Генералом Му-му», а Шойгу — «фанерным маршалом».
В ответ на заявления Стрелкова, в январе 2023 года Пригожин называл Стрелкова «диванным экспертом», а после пригласил Стрелкова вступить в ряды ЧВК Вагнер, чтобы «проверить его позицию» и использовать боевой опыт бывшего лидера сил ДНР. Стрелков заявил, что готов вступить в ЧВК Вагнер, если его Пригожин попросит об этом лично, а не через СМИ. Пригожин в ответ сказал, что Стрелков вёл себя как «законченное ссыкло». Он выразил уверенность, что после прибытия Стрелкова в Донбасс местные полевые командиры ему зададут много вопросов, вроде как «Уёбок, ты зачем сюда приехал, тварь ебучая?», «Зачем ты, сучонок, сдал Славянск?», «Расскажи, как ты бросил пацанов, гаденыш». Пригожин предложил Стрелкову участвовать в самых горячих точках боев в течение нескольких месяцев: «Останется жив — я пожму ему руку. Попробует сбежать — поссу на его лицо. Погибнет героем — похороним с почестями». После этого Стрелков заявил: «Последнее публичное выступление господина Пригожина, в котором прозвучал поток самой откровенной лжи в мой адрес — полностью исключает возможность моего участия в данной ЧВК. Я не смогу служить под руководством человека, открыто обвинившего меня в предательстве России. Не говоря уже о грязных оскорблениях, которыми эти обвинения сопровождались».
В июле 2023 года в Клубе рассерженных патриотов, одним из руководителей которой являлся Игорь Стрелков, возник конфликт из-за отношения к ЧВК Вагнер. Некоторые соратники по Клубу рассерженных патриотов осудили резкую критику Стрелковым ЧВК Вагнер.

## Оценки
Нидерландский политолог Кас Мюдде описал «программу» Пригожина как радикальное популистское движение. Общие принципы такого движения: жёсткое разделение общества на «хороший народ» и «плохую элиту», требование (и обещание) спасти нацию и авторитарные методы воплощения этих лозунгов.